# Olivia Ahn
Olivia Ahn   () és una metgessa britànica, innovadora i fundadora de Fluus. Fluus ha desenvolupat una compresa higiènica que es pot rentar, que es va llançar el 2023. És la guanyadora del Concurs d'Emprenedors de l'Alcalde de Londres i del Programa WE Innovate.

## Educació
Ahn va estudiar medicina a l'⁣Imperial College de Londres. Es va enfadar amb el mercat de la higiene femenina i sobretot preocupada pels problemes mediambientals. Frustrada per l'impacte de les compreses en el medi ambient, va fundar Planera durant el seu darrer curs de la facultat de medicina. Va competir en competicions emprenedores a l'Imperial College de Londres, obtenint suport financer, mentoria i patrocinadors. Ahn ha dit que el seu millor consell per als emprenedors és fer proves i buscar la validació per part dels consumidors: les proves internes exhaustives van resultar insuficients.

## Fluus
Cada dia, Europa envia 535 tones de plàstic de compreses sanitàries als abocadors o incineradores. Ahn va desenvolupar una compresa higiènica que es pot rentar que es pot utilitzar i eliminar de manera sostenible. La compresa higiènica està certificat que es pot rentar, és 100% biodegradable i té el mateix impacte ambiental que el paper higiènic. Va aconseguir que fos "certificada per rentar" treballant amb el Centre d'Investigació de l'Aigua.
Les compreses es van llançar el 2023 i s'inspiren en les superfícies hidrofòbiques de les plantes per dirigir l'aigua a un nucli altament absorbent. Els materials són d'origen vegetal i inclouen fibres naturals, una barrera de biopolímer i un adhesiu no tòxic a base de saba d'arbre.

## Reconeixements
- Guanyador del programa Althea-Imperial 2017[8]
- 2018 Advanced Hackspace Grant[9]
- Concurs d'emprenedors de l'alcalde de Londres 2018[10]